# Emeraldagraecia windsorana
Emeraldagraecia windsorana is een rechtvleugelig insect uit de familie sabelsprinkhanen (Tettigoniidae). De wetenschappelijke naam van deze soort is voor het eerst geldig gepubliceerd in 2012 door Rentz, Su & Ueshima.